# Gabriel Gómez
Gabriel Enrique Gómez Girón (Ciudad de Panamá, Panamá; 29 de mayo de 1984) es un exfutbolista panameño. Actualmente es el director deportivo del Sporting San Miguelito, club en que se retiró.

## Trayectoria

### Inicios
Se inició jugando en Colombia en las inferiores del Envigado FC equipo con el cual también hizo su debut como profesional y luego 1 año después pasa para el Deportivo Pasto, en 2006 pasa al Santa Fe.
Santa Fe
En 2006 se integra a la plantilla de Independiente Santa Fe para enfrentar la liga Colombiana y la Copa Libertadores de América, en la cual se destaca el gol que le hizo a Estudiantes de la Plata en el estadio El campin de Bogotá por la fase de grupos.
Debido a supuestos actos de indisciplina junto con su compatriota Luis Moreno y Adrián Ramos no siguió en el conjunto Cardenal para la temporada 2008.

### Belenenses
En 2007 se traslada a Portugal en préstamo por el Os Belenenses.
Gómez hizo su debut en la Primeira Liga el 20 de agosto de 2007. Se mantuvo con el Os Belenenses durante tres años.  En el último minuto del siguiente ventana de transferencia de verano, se trasladó a Chipre y firmó con el Ermis Aradippou.

### La Equidad e Indios
En agosto de 2011, después de una temporada regresó a Colombia con La Equidad compartiendo con sus compañeros de selección Gabriel Torres y Román Torres,  en ese mismo año Gómez se unió a su compatriota Blas Pérez en el Indios de Ciudad Juárez del Ascenso MX de México.

### Philadelphia Union
En el 2012 firmó para el Philadelphia Union de la MLS, anotando su primer gol en la liga en el primer partido de la temporada contra el Portland Timbers

### Junior
En diciembre de 2012 Gómez regresó a Colombia, para jugar con el Junior. Él continuó cambiando clubes y países en rápida sucesión en los años siguientes.
Se unió al CS Herediano de la Primera División de Costa Rica en el 2014, posteriormente es cedido al Cartaginés. 

### Deportes Tolima
Para afrontar el segundo semestre del 2016, llega al Deportes Tolima de la liga colombiana, donde tuvo una excelente campaña. El 24 de septiembre marco su primer gol con el club dándole la victoria 2 a 1 como visitantes en el clasico del tolima grande frente al Atlético Huila. Vuelve a marca el 11 de diciembre marcando el gol de la victoria 2 por 1 sobre el Atlético Bucaramanga llevando la serie a tiros penalti donde clasificarían a la final, en la final perderían 1 a 0 en el global frente a Independiente Santa Fe quedando subcampeones.

### Atlético Bucaramanga
En enero de 2017 se confirma como nuevo jugador del Atlético Bucaramanga. Gabriel “Gavilán” Gómez, rápidamente conquistó la hinchada del equipo leopardo, líder del vestuario, líder en el campo, logrando la cinta de capitán con holgura y respeto entre sus compañeros.

## Selección nacional
Su debut con la Selección de fútbol de Panamá ocurrió en el 2003 contra El Salvador por la Copa Uncaf 2003.
Ganó la Copa Centroamericana en el 2009.
A pesar de que la Selección de fútbol de Panamá perdió 0-3 su primer partido ante selección de fútbol de Bélgica en la Copa Mundial de Fútbol 2018 Gómez completó el 100% de sus pases (46/46) , convirtiéndose así en el tercero con mayor cantidad en un partido de Copa del Mundo desde 1966.
Jugó su último partido con la Selección de fútbol de Panamá el 28 de junio de 2018 contra Túnez en la Copa Mundial de Fútbol 2018.

### Participaciones en Copas de Oro de la Concacaf
| Torneo        | País                    | Resultado    |
| ------------- | ----------------------- | ------------ |
| Copa Oro 2005 | Estados Unidos          | Subcampeón   |
| Copa Oro 2013 | Estados Unidos          | Subcampeón   |
| Copa Oro 2015 | Estados Unidos - Canadá | Tercer lugar |

### Participaciones en Copas del Mundo
| Torneo                         | País  | Partidos | Resultado      |
| ------------------------------ | ----- | -------- | -------------- |
| Copa Mundial de Fútbol de 2018 | Rusia | 3        | Fase de grupos |

### Goles con selección nacional
|     | Fecha                   | Sede                                                           | Oponente          | Gol marcado | Resultado final | Competencia                     |
| --- | ----------------------- | -------------------------------------------------------------- | ----------------- | ----------- | --------------- | ------------------------------- |
| 1.  | 15 de agosto de 2006    | Estadio Nacional, Lima, Perú                                   | Perú              | 2–0         | 2–0             | Amistoso                        |
| 2.  | 12 de julio de 2009     | Estadio de la Universidad de Phoenix, Glendale, Estados Unidos | Nicaragua         | 2–0         | 4–0             | Copa de Oro de la Concacaf 2009 |
| 3.  | 7 de septiembre de 2010 | Rommel Fernández, Ciudad de Panamá, Panamá                     | Trinidad y Tobago | 3–0         | 3–0             | Amistoso                        |
| 4.  | 25 de marzo de 2011     | Rommel Fernández, Ciudad de Panamá , Panamá                    | Bolivia           | 1–0         | 2–0             | Amistoso                        |
| 5.  | 29 de mayo de 2011      | Rommel Fernández, Ciudad de Panamá, Panamá                     | Granada           | 1–0         | 2–0             | Amistoso                        |
| 6.  | 7 de junio de 2011      | Ford Field, Detroit, Estados Unidos                            | Guadalupe         | 3–0         | 3–2             | Copa de Oro de la Concacaf 2011 |
| 7.  | 11 de junio de 2011     | Raymond James, Tampa, Estados Unidos                           | Estados Unidos    | 2–0         | 2–1             | Copa de Oro de la Concacaf 2011 |
| 8.  | 12 de noviembre de 2011 | Rommel Fernández, Ciudad de Panamá, Panamá                     | Costa Rica        | 1–0         | 2–0             | Amistoso                        |
| 9.  | 14 de noviembre de 2012 | Rommel Fernández, Ciudad de Panamá, Panamá                     | España            | 1–5         | 1–5             | Amistoso                        |
| 10. | 31 de mayo de 2014      | Toyota Park, Chicago, Estados Unidos                           | Serbia            | 1–1         | 1–1             | Amistoso                        |
| 11. | 8 de enero de 2016      | Rommel Fernández, Ciudad de Panamá, Panamá                     | Cuba              | 1-0         | 4-0             | Repechaje CA2016                |
| 12. | 20 de marzo de 2017     | Rommel Fernández, Ciudad de Panamá, Panamá                     | Estados Unidos    | 1-1         | 1-1             | Eliminatoria mundial 2018       |

## Clubes

### Como jugador
| Club                        | País                | Año                 | Partidos | Goles |
| --------------------------- | ------------------- | ------------------- | -------- | ----- |
| Envigado F. C.              | Colombia            | 2003                | 32       | 1     |
| San Francisco F.C.          | Panamá              | 2004                | 17       | 1     |
| Deportivo Pasto             | Colombia            | 2004                | 13       | 1     |
| Tauro F.C.                  | Panamá              | 2005                | 13       | 1     |
| Deportivo Pereira           | Colombia            | 2005                | 11       | 2     |
| Santa Fe                    | Colombia            | 2006-2007           | 40       | 1     |
| C.F. Belenenses             | Portugal            | 2007-2010           | 71       | 3     |
| Ermis Aradippou F.C.        | Chipre              | 2010                | 11       | 1     |
| La Equidad                  | Colombia            | 2011                | 15       | 2     |
| C.F.I. Ciudad Juárez        | México              | 2011                | 8        | 3     |
| Philadelphia Union S.C.     | Estados Unidos      | 2012                | 26       | 7     |
| Junior                      | Colombia            | 2013                | 19       | 1     |
| San Francisco F.C.          | Panamá              | 2013-2014           | 28       | 2     |
| C.S. Herediano              | Costa Rica          | 2014-2015           | 49       | 2     |
| C.S. Cartaginés             | Costa Rica          | 2016                | 12       | 1     |
| Deportes Tolima             | Colombia            | 2016                | 19       | 2     |
| Atlético Bucaramanga        | Colombia            | 2017-2019           | 87       | 3     |
| San Francisco F.C.          | Panamá              | 2020                | 7        | 1     |
| A.F. Sporting San Miguelito | Panamá              | 2020-2021           | 32       | 1     |
| Total en su Carrera         | Total en su Carrera | Total en su Carrera | 856      | 36    |

### Otros cargos
| Cargo              | Club                         | País   | Año       |
| ------------------ | ---------------------------- | ------ | --------- |
| Director deportivo | A. F. Sporting San Miguelito | Panamá | 2022-Act. |

## Distinciones individuales
- Futbolista con más partidos jugados en la Selección de Panamá con un total de 149 encuentros, disputados entre 2003 y 2018.